# Gnomidolon conjugatum
Gnomidolon conjugatum là một loài bọ cánh cứng trong họ Cerambycidae.